# D22HW
D22HW（でー にに えいちだぶりゅー）は、イー・モバイルの下り7.2Mbps無線通信サービス向けに供給されるUSB接続型データ通信端末である。開発元は華為技術（ファーウェイ・テクノロジーズ）で、輸入元が華為技術日本。

## 概要
ファーウェイ製 E169 を日本向けにカスタマイズした機種である。本体にドライバやインストーラを記録したフラッシュメモリを内蔵し、本体をUSBケーブルでパソコンに接続すると自動的にインストーラが起動し、製品添付のインストールCDを使ったインストールが不要となるゼロインストール機能を有し、Windows系OSだけではなくMac OS Xでの利用にも対応する（ただしゼロインストールに対応しているのはWindowsのみ）。

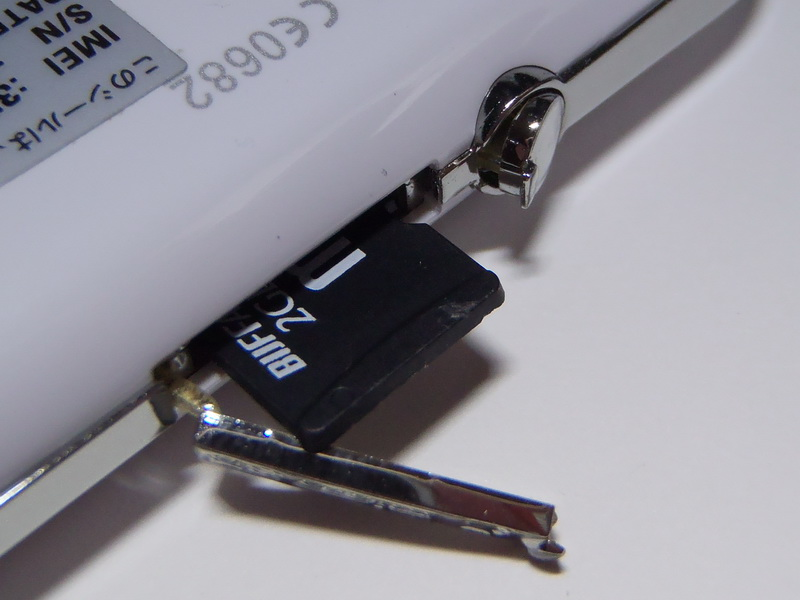
MicroSDスロット、外部アンテナ端子を装備
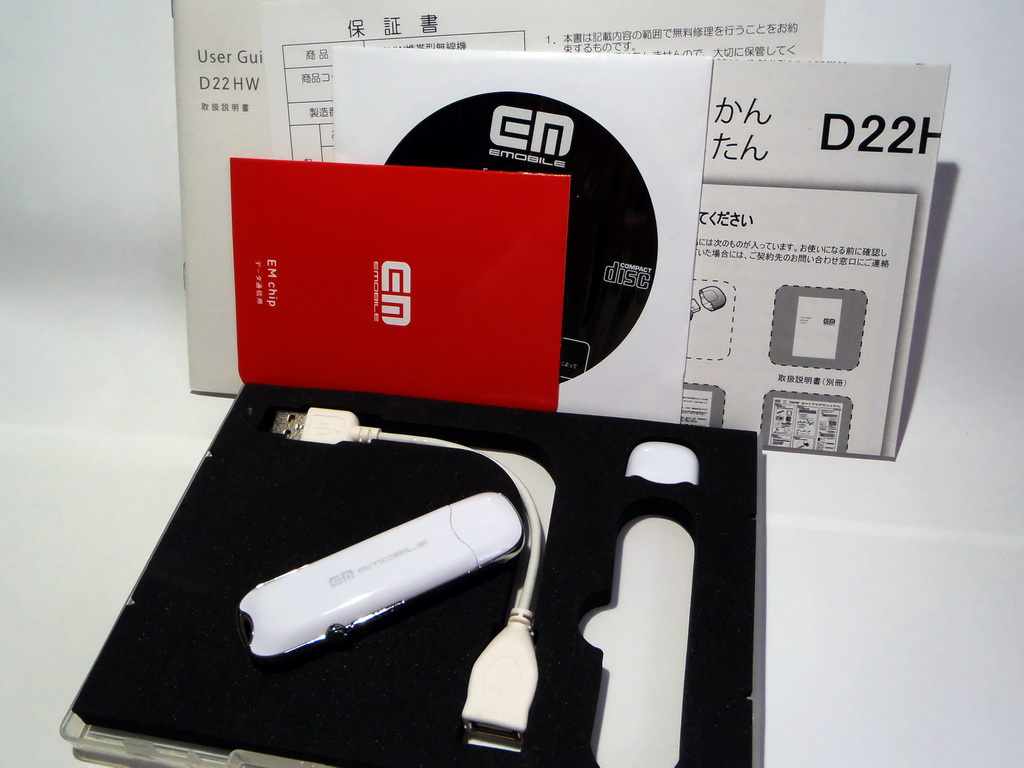
初期セット内容

## 主な仕様
- 寸法: 横幅25.0mm 長さ87.0mm 厚さ12.0mm
- 重量: 約25g
- 対応通信方式: W-CDMA：1.7GHzHSDPA、下り最大7.2Mbps、上り最大1.4Mbps
- 対応接続方式: USB 1.1 / 2.0準拠（USB 2.0 Highspeed 非対応）